# Мороховец, Лев Захарович
Лев Захарович Мороховец (24 июня (6 июля) 1848 — 18 ноября 1919 года, Москва) — физиолог, биохимик, историк медицины, заслуженный профессор Московского университета, действительный статский советник.

## Биография

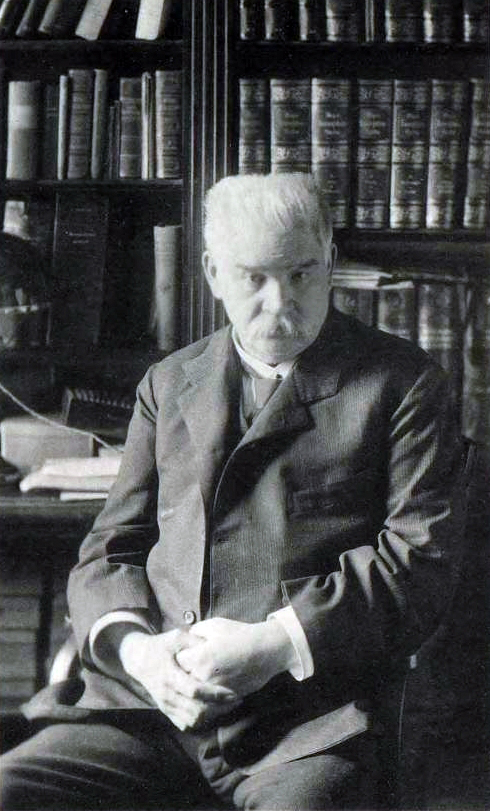
Л. З. Мороховец, 1911

Родился в Эриванской губернии — сын городничего Захария Львовича Мороховца и его супруги Капитолины Алексеевны, урождённой Величко. Происходил из запорожских казаков.
В 1867 году окончил тифлисскую гимназию и поступил в Санкт-Петербургский технологический институт (на механическое отделение), но вскоре оставил его. С сентября 1868 года по декабрь 1869 учился в Петербургской медико-хирургической академии, но оставил учёбу после 2-го курса, как впоследствии писал сам Л. З. Мороховец, «по расстроенному здоровью». В 1872 году поступил в Гейдельбергский университет, который окончил в 1876 году, защитив диссертацию на степень доктора медицины о химическом составе роговой оболочки. Ещё обучаясь в университете, начал постоянно работать в Физиологическом институте у профессора физиологии В. Кюне, у которого был ассистентом до конца 1877 года.
Вернувшись из-за границы в 1878 году, Мороховец занимался в Московском университете в лабораториях А. Д. Булыгинского, А. И. Бабухина и Ф. П. Шереметевского. В январе 1881 года он вновь выдержал докторские испытания в Медико-хирургической академии и в мае, защитив диссертацию «Законы пищеварения», был удостоен русской степени доктора медицины. В гражданской службе — с 8 марта 1881 года; в марте 1882 года был утверждён приват-доцентом при кафедре физиологии Московского университета, которая в ту пору — по инициативе Сеченова — называлась Физиологическим институтом Московского университета; с 1893 года — экстраординарный профессор, с мая 1901 года — ординарный профессор. Помимо лекций по физиологии, читал в университете энциклопедию и историю медицины (1896—1898). С февраля 1882 года работу в Московском университете совмещал с преподаванием в Петровской земледельческой и лесной академии (сначала — внештатный ассистент при кафедре физиологии животных, с февраля 1885 — доцент, с декабря 1891 — экстраординарный профессор, с февраля 1892 — внештатный профессор). С 1883 года Мороховец преподавал физиологию на Лубянских женских курсах; с этого же года состоял членом Физико-медицинского общества. С 1885 года он — член Психологического общества.
В 1890—1892 годах по его планам и под его руководством был построен новый Физиологический институт в Московском университете. В 1896 году по инициативе Мороховца было учреждено отделение физиологии Императорского Общества любителей естествознания, антропологии и этнографии, председателем которого он являлся до 1915 года.
В 1911 году по возрасту был выведен «за штат», однако до 1912 года оставался директором Физиологического института Московского университета, а читать лекции продолжал до конца 1918 года.

## Научная деятельность

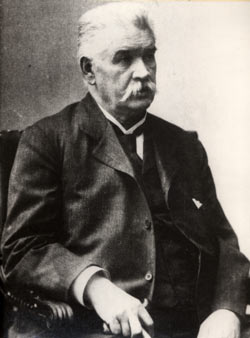
Лев Захарович Мороховец

В начале научной деятельности Л. З. Мороховец занимался, в основном, вопросами пищеварения и проблемами биохимии; затем переключился на электрофизиологию, физиологию органов чувств, голоса и речи. Он установил, что конечным продуктом действия желудочного сока являются пептоны, которые в двенадцатиперстной кишке распадаются на аминокислоты. Разработал и внедрил (1901) в практику физиологических исследований хронофотографию.
Opus magnum Л. З. Мороховца по истории медицины стал труд «История и соотношение медицинских знаний», в котором он последовательно, с исторических и философских позиций рассматривает эволюцию знаний человечества в области медицины во взаимодействии со смежными науками (химия, физика и т. д.). Книга охватывает огромное количество имён и фактов и является первой работой такого рода, написанной на русском языке. Однако критики этой работы отмечали, что Лев Захарович практически не уделил внимания русским врачам и физиологам и их вкладу в развитие медицины. Так, о Сеченове в труде Мороховца говорится только в одном абзаце, Н. И. Пирогов лишь бегло упомянут, а в отношении учения о фагоцитозе И. И. Мечникова высказан прогноз (впоследствии не оправдавшийся), что «оно не переживёт своего автора».
Л. З. Мороховец проявил себя и как организатор науки. Так, он, совместно с Т. И. Вяземским, с которым приятельствовал, принял деятельное финансовое и организационное участие в создании Карадагской научной станции. Также Мороховцу принадлежала инициатива создания первого в России музея истории медицины. Кроме того, учёный инициировал издание журнала «Труды физиологического института Императорского Московского университета».
Лев Захарович уделял большое внимание вопросам врачебной этики — как в части взаимоотношений врача и пациента, так и в части взаимодействия медиков внутри врачебного сословия. Именно этим объясняется порой ожесточённая полемика Мороховца с врачом и писателем Викентием Вересаевым по поводу «Записок врача» Вересаева, наполненных скепсисом по отношению к современной писателю медицине, впервые изданных в 1900 году. Мороховец в 1903 году опубликовал работу «„Записки врача“ В. Вересаева в свете профессиональной критики», где подверг «Записки…» и их автора всесторонней и достаточно резкой критике. Сам Вересаев в статье «По поводу „Записок врача“ (Ответ моим критикам)» отозвался о памфлете Мороховца так:
Среди этой ругательной литературы первое место по справедливости должно быть отведено своеобразной работе московского профессора Льва Мороховца: «Записки врача В. Вересаева в свете профессиональной критики» (Труды кафедры истории и энциклопедии медицины Императорского Московского Университета, т. I, вып. 2, М., 1903). По тону и по приемам полемики книга представляет собою нечто прямо невероятное: самый бесшабашный фельетон уличной газеты может служить образцом корректности и добросовестности по сравнению с этим «трудом».
Л. З. Мороховец увлекался фотографией, им было опубликовано несколько статей и прочитан ряд лекций по технике фотографирования, в том числе и цветного. На одной из таких лекций присутствовал Л. Н. Толстой.

### Основные работы
- Единство протеиновых тел. Исторические и экспериментальные исследования (М.: Унив. тип., 1892)
- Физико-химические основы биологических и врачебных методов исследования с физиологической техникой для естествоиспытателей, врачей и студентов (М.: Унив. тип., 1895)
- Азимутальный индукционный аппарат (1896)
- Энциклопедия медицины: Лекции, чит. проф. Л. З. Мороховцом, под ред. д-ра П. Г. Статкевича (М.: Лит. О-ва распр. полез. кн., 1897)
- Хронофотография в Физиологическом институте императорского Московского университета (1901)
- История и соотношение медицинских знаний (М.: Унив. тип., 1903)[7]
- Основные звуки человеческой речи и универсальный алфавит (М.: Унив. тип., 1906)

## Семья
Л. З. Мороховец был трижды женат. Первый брак — с Павлой Павловной, урождённой Комаровой, продлился с 1870 по 1885 гг. В этом браке у супругов родились две дочери: Павла (1872) и Ольга (1874). В 1885 году учёный уходит от жены и начинает жить фактическим браком с Еленой Ивановной Миллер (юридически этот союз оформлен так и не был). После смерти Е. И. Миллер, последовавшей в 1907 году, Мороховец в 1912 году заключает брак с Пелагеей Борисовной Рыхловой, с которой проживёт до своей кончины.